# Langues biliennes
Les langues biliques sont un des sous-groupes des langues philippines, un rameau de la branche malayo-polynésienne des langues austronésiennes. 
Ces langues sont parlées aux Philippines.

## Classification

Les langues philippines, entourées en bleu

Blust (1991) inclut les langues biliques dans le sous-groupe des langues philippines. La composition de ce groupe est la suivante :
- t'boli ou tagabili
- blaan ou bilaan
  - blaan de Koronadal
  - blaan de Sarangani
- tiruray
- giangan

## Sources
- (en) Liao, Hsiu-Chan, A Typology of First Person Dual pronouns and their Reconstructibility in Philippine Languages, Oceanic Linguistics, 47:1, pp. 1-29, 2008.